# خوسيه فيسنتي ترين
خوسيه فيسنتي ترين (بالإسبانية: José Vicente Train) ، من مواليد 19 ديسمبر 1931 ، لاعب كرة قدم إسباني سابق.
لعب مع منتخب إسبانيا لكرة القدم.

## وصلات خارجية
- خوسيه فيسنتي ترين على موقع قاعدة بيانات كرة القدم.إي يو (الإنجليزية)
- خوسيه فيسنتي ترين على موقع ناشيونال فوتبول تيمز (الإنجليزية)